# Reynders (café)

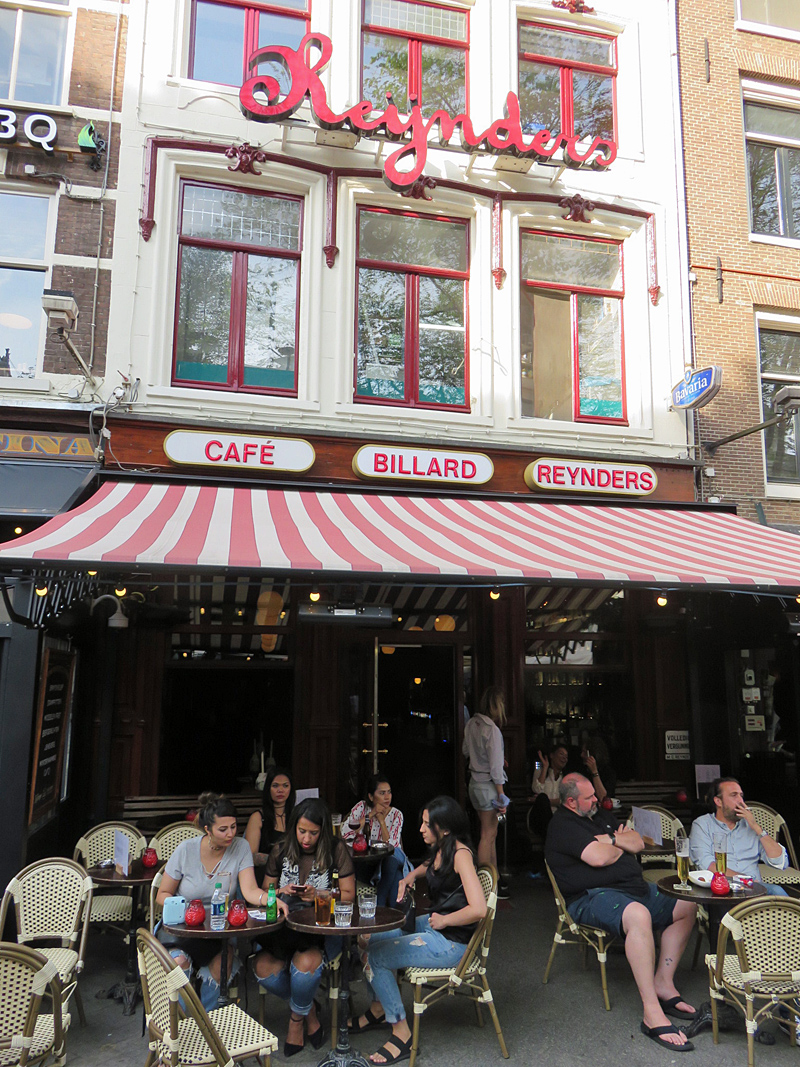
Café Reynders aan het Leidseplein

Reynders (ook wel gespeld als Reijnders) is een café aan het Leidseplein 6 in Amsterdam. Het is het oudste nog bestaande café aan dit plein en stond met name in de jaren vijftig en zestig bekend als kunstenaarscafé.
Aan het Leidseplein 6 was eerder in de 19e eeuw een paardenstalling gevestigd, maar in 1874 begon B.A. Ouwerkerk er een café onder de naam De Nieuwe Schouwburg – een steek richting de Stadsschouwburg, waar hij ontslagen was. In 1896 of 1902 werd het café overgenomen door aapjeskoetsier A.J. Reynders. Zijn naam werd ook wel als "Reijnders" geschreven, een vorm die nog steeds wel gebruikt wordt, hoewel "Reynders" de officiële schrijfwijze is.
Eind jaren vijftig en begin jaren zestig was het Leidseplein een favoriete samenscholingsplaats voor jonge artistiekelingen, die naar deze locatie ook wel "pleiners" werden genoemd. Zij gingen met name naar Reynders en het iets verderop gelegen café Eijlders. In dezelfde periode werd Reynders ook het stamcafé van de Vijftigers en werd de zaak bezocht door onder meer Remco Campert, Wim Sonneveld, Harry Mulisch, Simon Carmiggelt en Gerard Cox. Blijkens het gastenboek kwamen ook Eli Asser, Hans Ferrée, Wim Zaal en Rijk de Gooijer graag bij Reynders. Tekenaar Cees Bantzinger zat vaak in de alkoof achter in de zaak om tekeningen van bezoekers te maken.
Lange tijd werd het café uitgebaat door de gezusters Annie en Miep Reynders en kon men er niet heel veel meer dan koffie en bier krijgen. Wijn en sherry werden in de jaren vijftig aan het assortiment toegevoegd, tegenwoordig is er een groot aanbod van sterkedrank, waaronder 17 soorten whisky. Aanvankelijk was Reynders een van de weinige cafés met een eigen terras, pas nadat begin jaren zeventig de autoparkeerplaatsen van het Leidseplein verdwenen, kregen meer zaken een terras.
In 1969 werd café Reynders overgenomen door Sjirk de Romph sr., die het in 1983 overdroeg aan zijn zoon Sjirk de Romph jr., die samen met zijn zoons Kit en Todd ook de ernaast gelegen Ierse pubs Hoopman en Hole in the Wall uitbaat. Voor alle drie de zaken is er een gezamenlijke keuken voor betaalbare ontbijt-, lunch-, en dinergerechten. De drie cafés voeren echter wel elk een verschillend assortiment bieren. Bij een renovatie van Reynders in 2006 verdween de biljarttafel, maar werd het klassieke bruinekroeginterieur zo veel mogelijk in ere gehouden.